# Jean Bernhardt
Pour les articles homonymes, voir Bernhardt.
Jean Bernhardt, né le 7 mars 1927 à Besançon et mort à Carpentras le 25 août 2000, est un historien de la philosophie, épistémologue et philologue français, spécialiste des mathématiques et du matérialisme dans l'Antiquité et au XVIIe siècle. Héritier de la méthode historique de Martial Gueroult, il s'est particulièrement illustré en reconstituant l'épistémologie hobbesienne et par conséquent en redonnant une place centrale à la philosophie première dans la pensée de Hobbes, pour qui il a été « l'un des principaux catalyseurs de la recherche dans l'Hexagone ».

## Biographie
Agrégé de philosophie, directeur de recherche au CNRS, il soutient en 1982 une thèse d'État sur la Contribution de la théorie de la science chez Thomas Hobbes.
En collaboration avec son jeune collègue Yves Charles Zarka, il crée en 1988 le Bulletin Hobbes des Archives de philosophie et planifie l'édition critique des Œuvres de Thomas Hobbes chez Vrin, dont le premier volume sort en 1990.
Travaillant souvent en équipe, Jean Bernhardt laisse une œuvre qui est pour une grande part dispersée en articles de revues.

## Publications
- Platon et le matérialisme ancien. La théorie de l'âme-harmonie dans la philosophie de Platon, Payot, Paris, 1971[7]. Ouvrage couronné du Prix Victor Cousin par l'Académie des sciences morales et politiques.
- (éd.) Correspondance du P. Marin Mersenne, religieux minime, t. XII, CNRS, 1972.
- (collectif) Histoire de la philosophie. Idées, doctrines, dir. François Châtelet, Hachette, Paris : 
  - « La pensée présocratique » et « Aristote », dans La philosophie païenne, du VIe siècle avant J.-C. au IIIe siècle après J.-C., 1972
  - « Hobbes », dans La philosophie du monde nouveau, XVIe et XVIIe siècles, 1972
  - « Chimie et biologie au XIXe siècle », dans La philosophie du monde scientifique et industriel : 1860-1940, 1973
- (avec Henri Dubled)  François-Vincent Raspail (1794-1878) et sa famille : manuscrits, lettres, tableaux, objets divers, catalogue de l'exposition du Musée comtadin de juin à octobre 1978, Bibliothèque Inguimbertine, Carpentras, 1978.
- (avec Henri Dubled et Pierre Costabel) Nicolas-Claude Fabri de Peiresc (1580-1637), humaniste et savant, sa famille et ses amis, catalogue de l'exposition de manuscrits, imprimés, reliures et documents iconographiques du Musée Comtadin, du 27 juin au 31 août 1981, Bibliothèque Inguimbertine, Carpentras, 1981.
- Thomas Hobbes — Court traité des premiers principes, le « Short Tract on First Principles » de 1630-1631. La naissance de Thomas Hobbes à la pensée moderne, « Épiméthée », PUF, 1988
- Hobbes, « Que sais-je ? », PUF, Paris, 1989[8], réédition corrigée 1994.
- (dir. avec Yves Charles Zarka) Thomas Hobbes, philosophie première, théorie de la science et politique, actes du colloque tenu en Sorbonne et à l'ENS Ulm les 30-31 mai et 1er juin 1988, PUF, Paris, 1990[9].
- (dir. avec Yves Charles Zarka) Hobbes et son vocabulaire, Vrin, Paris, 1991.